# 海鹽公主 (劉宋)
海鹽公主（?—?），是中国南北朝宋文帝刘义隆第四女，母亲是蔣美人。
海盐公主与异母兄弟刘濬乱伦私通。元嘉二十三年（446年），海盐公主的驸马赵倩知道此事，吵闹中拉断了宫帐的带子。宋文帝刘义隆知道后下诏令赵倩和公主离婚，处死了公主的母亲蒋美人，但没有处罚海盐公主和刘濬。赵倩之父赵伯符惭愧恐惧而病卒，而海盐公主因为母亲微贱，竟不需为母服丧。